# حمدان ناصر
حمدان ناصر مواليد 24 أبريل 1997، لاعب كرة قدم إماراتي يجيد اللعب في الدفاع في نادي مصفوت.

## مسيرة اللاعب
بدأ في نادي اتحاد كلباء و انتقل إلى نادي شباب الأهلي في عام 2020 و أعير إلى نادي الفجيرة ونادي خورفكان ونادي البطائح و انتقل بعدها إلى نادي خورفكان و لعب بعدها مع نادي مصفوت.

## روابط خارجية
- حمدان ناصر على موقع Soccerway.com (الإنجليزية)